# صبح اعدام استرلتسی
صبح اعدام استرلتسی یک نقاشی رنگ روغن از واسیلی سوریکوف است که در سال ۱۸۸۱ نقاشی شده است. این نگاره مجازات عمومی هنگ‌های استرلتسی را پس از تلاش ناکام‌شان برای سرنگونی دولت پتر کبیر در پشت دیوارهای کرملین مسکو نشان می‌دهد. این نگاره همچنین بیانگر قدرت دولت روسیه در سال‌های پایانی سدهٔ هفدهم می‌باشد.
در این نگاره، سربازان استرلتسی و خانواده‌هایشان با ناله و اندوه در سمت چپ نگاره و پتر کبیر جوان با چهره‌ای خشمگین سوار بر اسبی سفید همراه با ملازمانش در گوشهٔ سمت راست نگاره، با هم در یک صبح نمناک پشت دیوارهای کرملین مسکو به تصویر کشیده شده‌اند.
به نوشتهٔ آدام ماسکین: «یکی از نگاره‌های قدرتمند و گیرا از وقایع خونین پس از قیام استرلتسی، این تابلو از هنرمند مشهور روسی واسیلی سوریکوف است که در حال حاضر در نگارخانه ترتیاکوف مسکو به نمایش گذاشته شده است. این نگاره که تقریباً دو قرن بعد از رخداد نقاشی شده، نشان دهندهٔ شروع آن وقایع هولناکی است که قرار بود حکومت و جاه‌طلبی‌های بزرگ پتر کبیر برای متحول کردن روسیه از طریق نزدیک کردن آن به اروپا، در مسیر تاریخ روسیه برای همیشه باقی بگذارند.»